# Суббота Микола Іванович
Суббота Микола Іванович (11 грудня 1968 — 26 квітня 1988) — радянський військовик, учасник афганської війни. Посмертно нагороджений орденом Червоної зірки.

## Біографія
Микола Суббота народився 11 грудня 1968 року в місті Південне Харківської області в українській робітничій родині.
Після закінчення школи працював токарем на Харківському приладобудівельному заводі імені Т. Г. Шевченка. 17 травня 1987 року був призваний до лав Радянської армії. У листопаді 1987 року прибув до Афганістану.
Служив у інженерно-саперний роті 66-ї окремої мотострілецької бригади. Брав участь у п'яти бойових виходах. Загинув 26 квітня 1988 року.
Згідно офіційній версії, опублікованій у «Книзі Пам'яті про радянських воїнів», він у складі групи проводив мінування підступів до ворожої застави. Сапери були зненацька атаковані противником. Микола Суббота загинув у перестрілці даючи відсіч ворогу.
Згідно альтернативній версії, Микола Суббота разом з сержантом Едуардом Барановським та рядовими Олексієм Замараєвим і Олегом Трофімовим, загинули від вибуху, який стався під час ліквідації боєприпасів. Інцидент стався на полігоні військової частини, поблизу кишлаку Шамархейль у провінції Нангархар.
Був похований у місті Південне. У «Книзі Пам'яті про радянських воїнів» Миколу Субботу характеризували як рішучого та безстрашного.

## Нагороди
- Орден Червоної Зірки (посмертно)

## Пам'ять
- Його ім'я викарбуване на одній з плит Меморіального комплексу пам'яті воїнів України, полеглих в Афганістані у Києві[4].
- Його ім'я викарбуване на одній з плит Меморіалу пам'яті воїнів-інтернаціоналістів у Харкові[5].
- Його ім'я викарбуване на Монументі воїнам-інтернаціоналістам у місті Південне.
- Меморіальна дошка на будівлі Школи № 2 міста Південного, де навчався Микола Суббота.

## Галерея

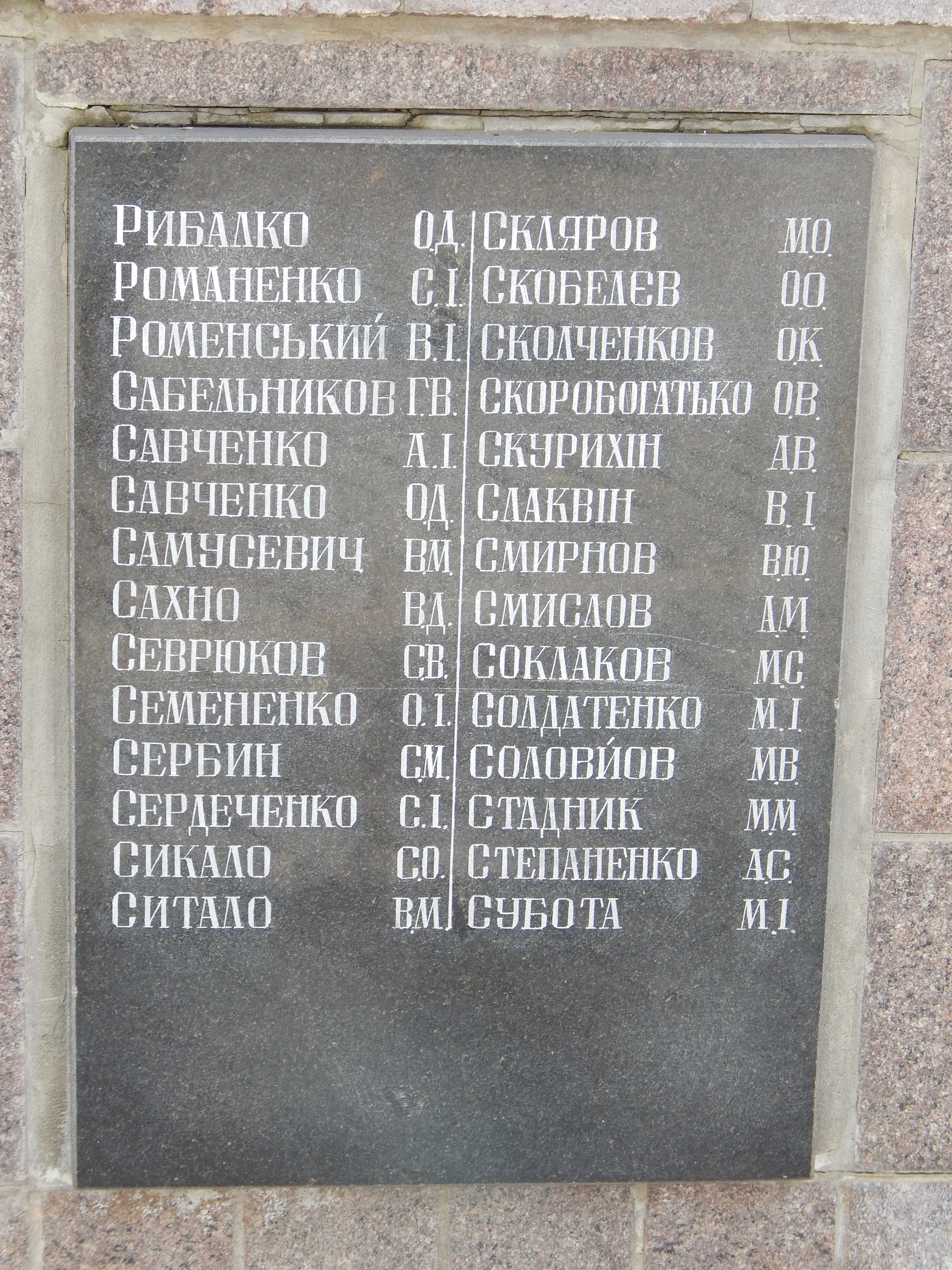
Плита із прізвищем Субботи на меморіалі у Харкові.
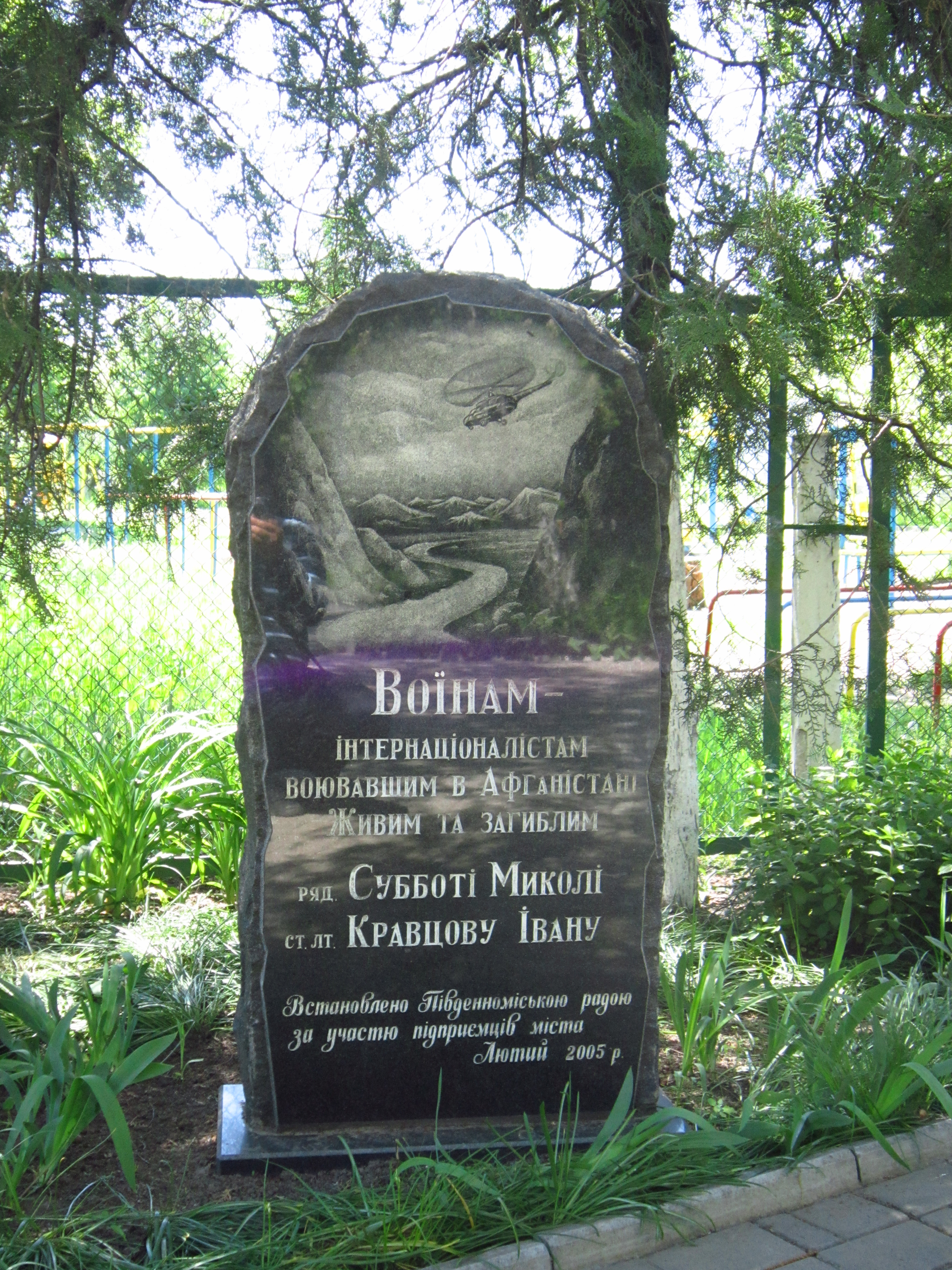
Монумент воїнам-інтернаціоналістам у м. Південне
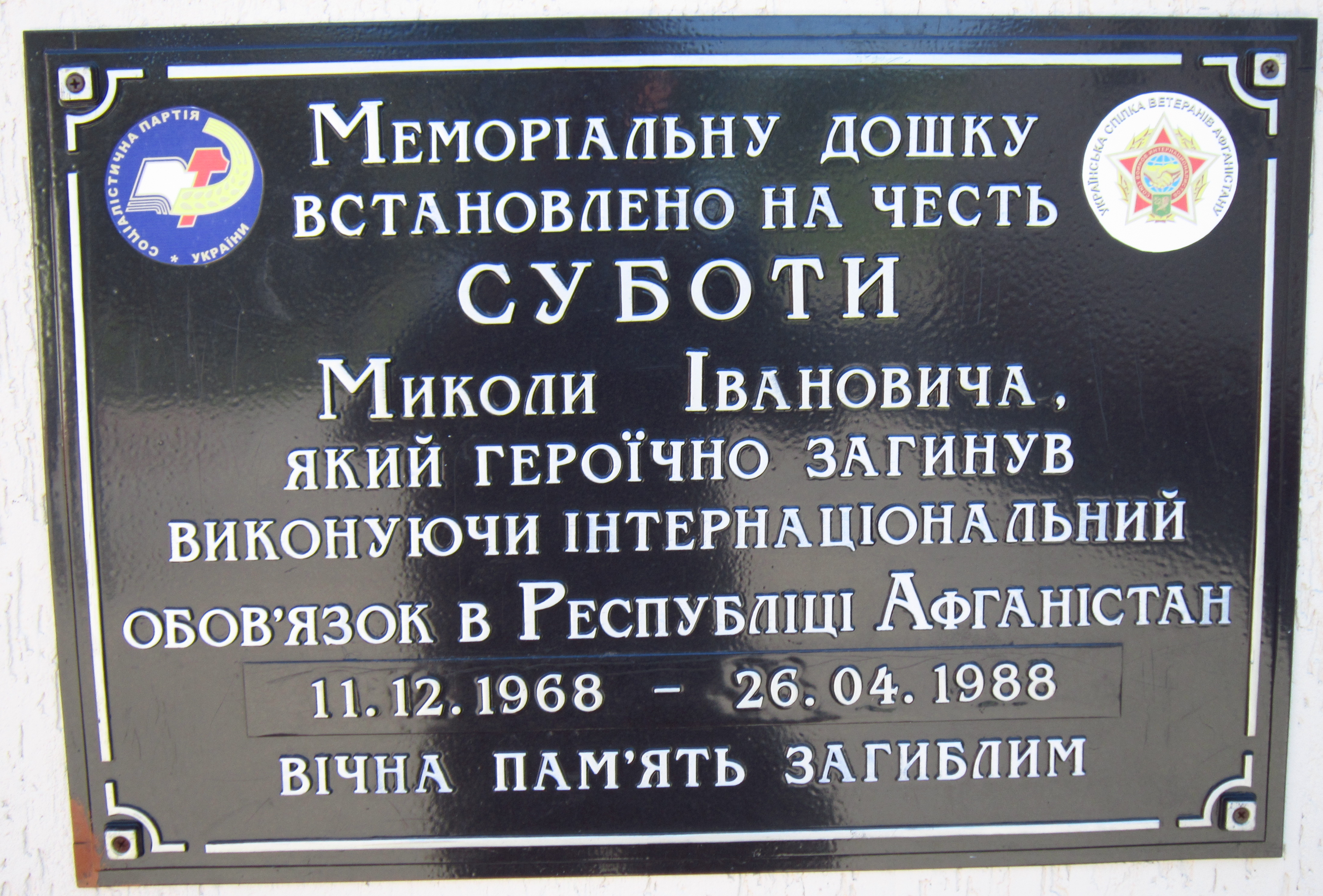
Меморіальна табличка на будівлі школи №2 м. Південне